# Leiolopisma alazon
Espèce
Statut de conservation UICN

 CR B1ab(iii,v)+2ab(iii,v) : 
En danger critique
Leiolopisma alazon est une espèce de sauriens de la famille des Scincidae.

## Répartition
Cette espèce est endémique de l'île de Yanuya aux Fidji.

## Publication originale
- Zug, 1985 : A new skink (Reptilia: Sauria: Leiolopisma) from Fiji. Proceedings of the Biological Society of Washington, vol. 98, no 1, p. 221-231 (texte intégral).